# Taimbet Komekbaev
Taimbet Komekbaev (en kazajo: Тәйімбет Көмекбаев, en ruso: Таимбет Комекбаев; 1896 – 13 de febrero de 1987) fue un oficial militar (starshina) soviético de origen kazajo que combatió durante la Segunda Guerra Mundial en las filas del Ejército Rojo. Durante la guerra recibió el título de Héroe de la Unión Soviética y la Orden de Lenin por sus acciones en la Ofensiva de Sandomierz-Silesia.

## Biografía

### Infancia y juventud
Komekbaev nació en 1896 en Zhosaly, una pequeña localidad rural situada en el Óblast de Sir Daria en el Turquestán ruso —entonces parte del Imperio ruso, actualmente situada en la provincia de Kyzylorda en Kazajistán—. Su familia eran campesinos. Se graduó en la escuela local, después trabajó en un almacén de carbón y dedicaba su tiempo libre a cazar.

### Segunda Guerra Mundial
En noviembre de 1941, poco después del inicio de la invasión alemana de la Unión Soviética, Komekbaev fue reclutado por el Ejército Rojo y destinado al Frente de Leningrado donde sirvió en la 128.ª División de Fusileros. Donde realiazaba misiones de reconocimiento. A principios de 1943, ayudó a capturar a catorce militares alemanes durante una incursión en su cuartel general. En enero de 1945, era líder de escuadrón en la 5.ª Compañía de Fusileros del 533.º Regimiento de Fusileros de la 128.ª División de Fusileros. Durante la captura de Gleiwitz entre el 23 y el 25 de enero, el fuego de ametralladora del escuadrón de Komekbaev destruyó tres ametralladoras alemanas. Komekbaev fue uno de los primeros en irrumpir en Gleiwitz y matar a un francotirador alemán. Por sus acciones, recibió la Medalla por el Servicio de Combate el 10 de febrero de 1945.
El 27 de enero de 1945, luchó en la batalla por Ruda Śląska. Komekbaev arrojó granadas y destruyó una ametralladora alemana que bloqueaba el avance soviético. El 6 de febrero, durante la ofensiva del Vístula-Óder, cruzó el río Óder con su unidad y ayudó a crear una cabeza de puente en el municipio de Eyhirind. Durante la captura por la localidad polaca de Brzeg, Komekbaev rechazó cinco contraataques con su ametralladora y mató a dieciocho soldados alemanes. En las afueras de la ciudad, encontró una ametralladora alemana y mató a la servidores con una granada. Durante la captura de Brzeg, mató a sesenta soldados alemanes y capturó a doce, que fueron llevados al cuartel general del batallón.
El 8 de febrero, las fuerzas alemanas con apoyo de artillería contraatacaron, intentando expulsar a las unidades soviéticas de Wannsee. Durante estas batallas, Komekbaev rechazó siete contraataques y mató a veinticinco soldados alemanes. En ese momento, según los informes soviéticos, había matado a un total de 103 soldados alemanes.
El 10 de abril de 1945, el Presídium del Sóviet Supremo de la Unión Soviética le concedió el título de Héroe de la Unión Soviética, la Orden de Lenin y la medalla de la Estrella de Oro (n.º 6032) por sus logros en combate. A los 49 años, fue el soldado del Ejército Rojo de origen Kazajo de mayor edad en recibir dicho premio.

### Posguerra
Poco después de terminar la guerra, participó en el Desfile de la Victoria de Moscú de 1945. Poco después fue desmovilizado con el rango de sargento mayor. Regresó a su localidad natal de Zhosaly donde vivió el resto de su vida y trabajó en la industria del carbón. El 11 de marzo de 1985 se le concedió la Orden de la Guerra Patria de 1.er grado, con motivo del 40.º aniversario del final de la Segunda Guerra Mundial.
Komekbaev murió el 13 de febrero de 1987.

## Condecoraciones
|  | Héroe de la Unión Soviética (10 de abril de 1945)             |
|  | Orden de Lenin (10 de abril de 1945)                          |
|  | Orden de la Guerra Patria de 1.er grado (11 de marzo de 1985) |
|  | Medalla por el Servicio de Combate (10 de febrero de 1945)    |